# Зайлер, Ферена
Ферена Зайлер (нем. Verena Sailer; род. 16 октября 1985, Иллертиссен, Бавария) — немецкая легкоатлетка, которая специализируется на дистанциях 60 и 100 метров. Чемпионка Европы 2010 года в беге на 100 метров и чемпионка Европы 2012 года в эстафете 4×100 метров. На Олимпийских играх 2008 года заняла 5-е место в эстафете 4×100 метров. Бронзовая призёрка чемпионата мира 2009 года в составе эстафеты. Выступила на Олимпийских играх 2012 года, где дошла до полуфинала. Чемпионка Германии в беге на 100 метров в 2006, 2007, 2008, 2009, 2010 и 2012 годах.
Выступала на чемпионате мира 2013 года в Москве, но не смогла выйти в финал.

## Сезон 2014 года
1 февраля победила на Weltklasse in Karlsruhe в беге на 60 метров с результатом 7,18.